# Litovoi
Litovoi o Litvoy (ca. 1210-ca. 1280) fue un voivoda valaco del siglo XIII cuyo territorio comprendía Oltenia en la actual Rumania

## Biografía
El nombre de Litovoi se reproduce en documentos húngaros como Lytuoy o Lytuon, y el país como terra Lytua. En documentos moldavos de 1374 y 1407, los nombres aparecen como Litavor y Litovoi. 
Se le menciona por primera vez en el Diploma de los Joanitas emitido por el rey Béla IV de Hungría (1235-1270) el 2 de julio de 1247. El diploma concedía territorios a los Caballeros Hospitalarios en el Banato de Severin y Cumania, “a excepción de la tierra del kenazato del voivoda Litovoi”, que el rey dejó a los valacos “tal como la habían ocupado”. 
El diploma del rey también hace referencia a los kenazatos de Farcaș e Ioan y a cierto voivoda Seneslau. Aunque los nombres de Litovoi y Seneslau son de origen eslavo, se dice expresamente que son valacos (olati) en el diploma del rey. Parece que Litovoi era el más poderoso de todos los gobernantes locales mencionados anteriormente. Sus territorios estaban exentos de la concesión a los Caballeros, pero la mitad del impuesto real generado por su tierra (terra Lytua) se asignó a los Hospitalarios, a excepción de los ingresos del distrito de Hátszeg (terra Harszoc en la copia papal única superviviente del diploma), que el rey se quedó para sí mismo. Según el historiador rumano Ioan-Aurel Pop, el rey le habría arrebatado Haţeg a Litovoi poco antes de 1247. 
En 1272 aparece batallando por las tierras del río Jiu, siendo derrotado ese año.

### Guerra contra los húngaros
En 1277 (o entre 1277 y 1280),  Litovoi estaba en guerra con los húngaros por las tierras que el rey Ladislao IV de Hungría (1272-1290) reclamaba para la corona, pero por las que Litovoi se negaba a pagar tributo. Litovoi murió en batalla y fue sucedido por su hermano Bărbat. Este evento se relata en la carta de concesión del rey del 8 de enero de 1285, en la que el rey Ladislao IV donó aldeas en el condado de Sáros (hoy en Eslovaquia) a György Baksa, hijo de Simón, que había combatido contra Litovoi.
Ioan-Aurel Pop argumenta que el Litovoi mencionado en el diploma de 1247 no podría ser el mismo que el Litovoi cuya muerte se describe en la carta de concesión de 1285, y este último probablemente fue un sucesor del primero.